# Pedionis thyia
Pedionis thyia är en insektsart som beskrevs av George Willis Kirkaldy 1907. Pedionis thyia ingår i släktet Pedionis och familjen dvärgstritar. Inga underarter finns listade i Catalogue of Life.